# Исаак Цапоглу
Исаак (на гръцки: Ισαάκ) е гръцки духовник, бужумбурски и бурундийски епископ на Александрийската патриаршия от 2024 година.

## Биография
Роден е със светската фамилия Цапоглу (Τσαπόγλου) в 1967 година в драмското село Османица (Калос Агрос). Завършва Богословския факултет на Солунския университет. На 29 май 1986 година е подстриган в монашество в манастира „Света Троица“ в Пенде Врисес (Хаджи махала), Лъгадинската митрополия от митрополит Спиридон Лъгадински. На 18 февруари 1990 година е ръкоположен за дякон от същия митрополит. На 12 декември 1994 година е ръкоположен за презвитер от митрополит Апостол Милетски. Служи като проповедник на Лъгадинската митрополия, като ефимерий на Православното християнско братство „Лидия“ в Аспровалта (1995 – 2013), като командирован ефимерий на манастира „Света Троица“ на Халки и като игумен на манастира „Света Троица“ в Пет Врисес (2010 – 2015). След това служи като проповедник в Еласонската епархия, като викарий на Ботсванската епархия и ръководител на Патриаршеската школа в Александрия (2020 – 2024).
На 25 февруари 2024 година е ръкоположен за бужумбурски и бурундийски епископ в манастира „Свети Сава“, Александрия. Ръкополагането е извършено от патриарх Теодор II Александрийски, в съслужение с митрополитите Гавриил Леонтополски, Никодим Мемфиски, Сава Нубийски, Пантелеймон Птолемаидски, Нарцис Пилуски и Герман Тамиатийски.